# 莉娜·安德松
莉娜·安德松（瑞典語：Lina Andersson，1981年3月18日—），瑞典女子越野滑雪运动员。她曾代表瑞典参加2002年和2006年冬季奥林匹克运动会越野滑雪比赛，其中2006年冬季奥运会获得一枚金牌。